# Tabak-Fatwa
Eine Fatwa (islamisches Rechtsgutachten), die zum Gebrauch des Tabaks durch Muslime Stellung nimmt, wird umgangssprachlich auch Tabak-Fatwa genannt.

## Entstehungsgeschichte
Das Rauchen von Tabak ist für islamische Rechtsgelehrte ein Thema, seit sich diese Sitte in islamischen Ländern verbreitet hat. Rechtsgelehrte des Osmanischen Reiches, und hier besonders Ibrahim Efendi, führten breite öffentliche Debatten darüber, ob Rauchen erlaubt sei oder nicht. Der osmanische Sultan Murad IV. verbot im 17. Jahrhundert das Rauchen. Er versuchte sein Verbot dadurch durchzusetzen, dass er öffentliche Kaffeehäuser in Istanbul schließen ließ. Während der Feldzüge des Sultans war das Rauchen unter Androhung der Todesstrafe verboten. Katib Tschelebi notierte, dass keine der Maßnahmen die Verbreitung des Rauchens nennenswert eindämmen konnte. Nach Muhammad al-Dschibalys neuesten Veröffentlichungen ist es den europäischen Ländern gelungen, mit dem Hinweis auf die schädlichen Auswirkungen auf die Gesundheit das Rauchen einzudämmen, während der Tabakkonsum in islamischen Ländern neue Höchststände erreicht hat.
Zwei Fatwas, die das Rauchen verbieten, sind besonders bekannt geworden:
- die Fatwa von Ajatollah und Mardschaʿ-e Taghlid Mohammad Hasan Schirazi aus dem Jahre 1891, die während der Tabakbewegung im Iran erlassen wurde. Sie führte zum Widerruf einer Tabakkonzession, die Naser al-Din Schah dem britischen Major G. F. Talbot erteilt hatte. Der Tabakverbrauch war nach dem Erlass der Fatwa so stark zurückgegangen, dass die Konzession praktisch wertlos geworden war.
- die Fatwa von Scheich Nasr Farid Wassel, dem Großmufti von Ägypten aus dem Jahre 2000, zu Beginn der nationalen Antiraucherkampagne.

Die Fatwa von Schirazi war weniger gegen das Rauchen an sich gerichtet. Sie verbot den Schiiten das Rauchen als Mittel zum Zweck, um wirtschaftlichen Druck auf die erteilte Konzession im Iran auszuüben. Diese Fatwa war die erste in der modernen islamischen Rechtsgeschichte der Schia, die aus wirtschaftlichen Gründen erfolgte, und weitreichende politische Folgen haben sollte. Tabakhändler und Kleriker organisierten eine Protestbewegung (Tabakbewegung), die die Rücknahme der Konzession erzwang. Im Januar 1892 erklärte Naser al-Din Schah die Konzession für nichtig. Wenige Tage später hob Schirazi das zuvor erlassene Verbot mit einer weiteren Fatwa wieder auf. Die Muslime konnten wieder rauchen.
Historisch belegt sind zwei offene Briefe Schirazis an Naser al-Din Schah vom Juli und September 1891, in denen er seine Ablehnung der Tabakkonzession erklärt. Im Dezember 1891 tauchte in Teheran eine Fatwa „gegen den Gebrauch von Tabak“ auf, die von  Schirazi unterschrieben war. Eine vergleichbare Version dieser Fatwa war bereits seit November 1891 in Isfahan in Umlauf. Ob Schirazi die Fatwa tatsächlich ausgestellt hat, lässt sich heute nicht mehr belegen. Dem Klerus gewogene Historiker haben den Erfolg der Tabakbewegung den Führungsqualitäten des beteiligten Klerus und der Wirkung der Fatwa zugeschrieben. Dass die Tabakhändler es waren, die die Protestbewegung ins Leben riefen und einen wesentlichen Anteil an ihrem Erfolg hatten, geriet dabei in Vergessenheit.
Im Rahmen ihres Programms zur Verringerung des Tabakkonsums in den islamischen Ländern, verleiht das Regionalbüro der Weltgesundheitsorganisation EMRO in Kairo seit 2009 den Mirza-Schirazi-Preis an Persönlichkeiten, die sich um dieses Thema besonders verdient gemacht haben.

## Rechtliche Würdigung
Der Koran verbietet das Rauchen nicht explizit. Meist wird zitiert:
- „… und stürzt euch nicht ins Verderben! …“ (al-Baqara, 2/195).
- „… und esst und trinkt! Und seid (dabei) nicht verschwenderisch! Gott liebt diejenigen nicht, die nicht maßhalten.“ (al-A'raf, 7/31).

Die gesundheitlichen Auswirkungen des Rauchens werden von den einzelnen islamischen Rechtsgelehrten durchaus unterschiedlich gewürdigt. Einige sagen, dass Rauchen durchaus erlaubt sei. Die neueren Tendenzen gehen aber dahin, Rauchen als potentiell schädlich abzulehnen und zu verbieten. Dabei lehnen arabische Muslime Rauchen eher ab, während Muslime der anderen asiatischen Regionen es zwar als rechtlich erlaubt aber nicht wünschenswert betrachten.
Die Verhaltenswirksamkeit von Fatwas, die gegen das Rauchen gerichtet sind, wurde in mehreren empirischen Studien untersucht. Die Ergebnisse sind nicht eindeutig. Eine neuere Studie aus Pakistan belegte, dass Muslime das Rauchen inzwischen eher meiden. Eine Untersuchung, die unter US-amerikanischen Muslimen durchgeführt wurde, belegte ebenfalls, dass weniger geraucht würde. Im Gegensatz hierzu steht eine Untersuchung aus Ägypten, die den Zusammenhang zwischen der Kenntnis einer Fatwa, die sich gegen das Rauchen richtet, und dem Rauchen verneint. Es konnte kein Rückgang des Rauchens nachgewiesen werden.